# サン＝ジュスト＝サン＝ランベール
サン＝ジュスト＝サン＝ランベール （Saint-Just-Saint-Rambert）は、フランス、オーヴェルニュ＝ローヌ＝アルプ地域圏、ロワール県のコミューン。1973年にサン・ジュスト・シュル・ロワールとサン・ランベール・シュル・ロワールが合併して誕生した。よって、前者の住民は自らをLes Pontois、後者の住民は自らをLes Rambertoisという。

## 地理
グランジャン・ダム下流の最初のコミューンである。

### 鉄道

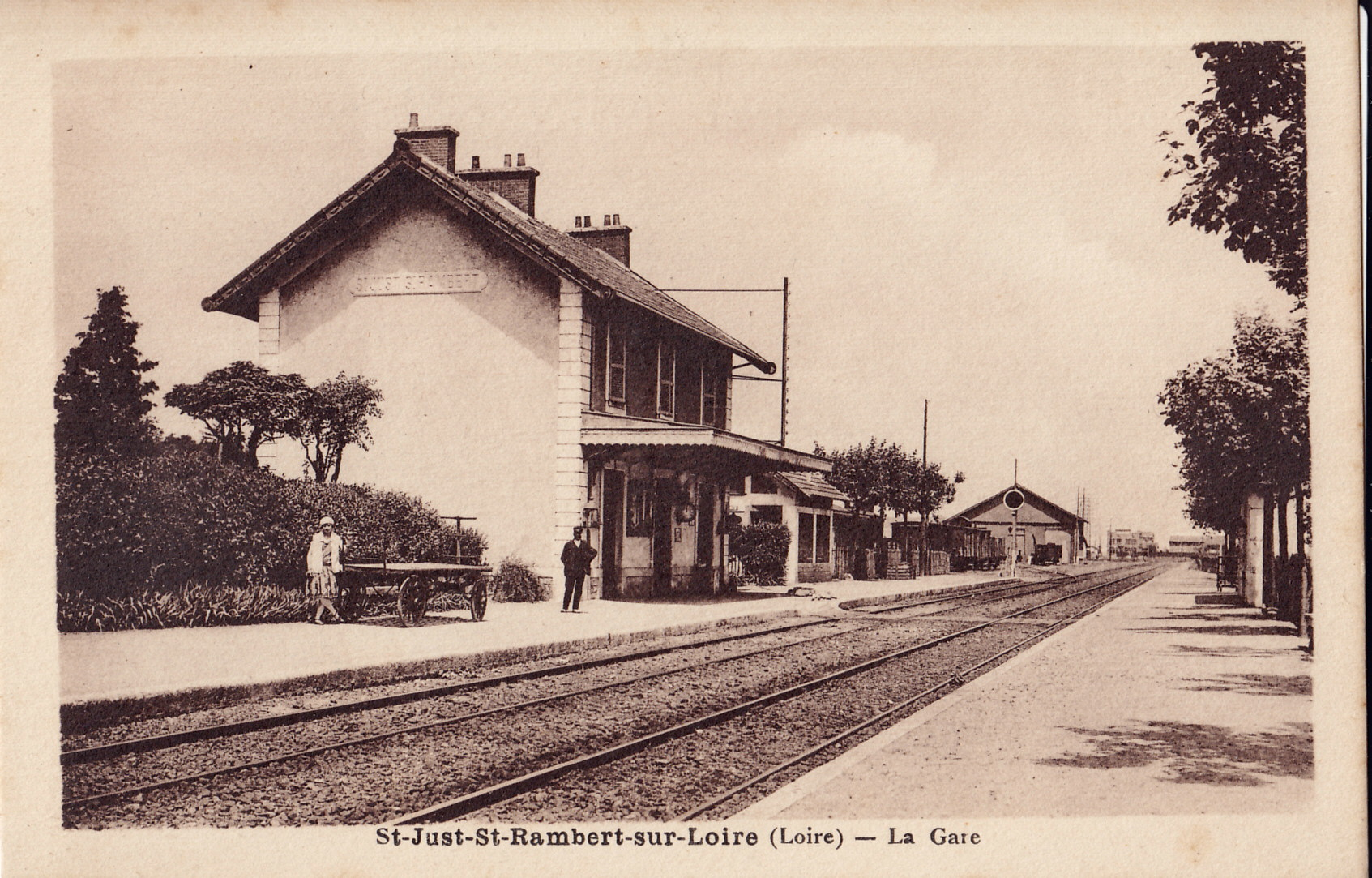
20世紀初頭に撮影されたサン・ランベールの鉄道駅

かつて、サン＝ジュスト＝サン＝ランベールには、サン・ジュスト・シュル・ロワール・ア・フレス-ユニウー路線の駅があった。この路線は1955年に開始したグランジャン・ダム建設で水中に沈んだ。1885年から1939年まで、サン＝ジュスト＝サン＝ランベールの駅には旅客列車が停まっていた。

## 歴史

### サン・ジュスト・シュル・ロワール
サン・ランベールと同様に、サン・マルタン教会は1183年にはイル・バルブ修道院に依存していた。
サン・ジュスト・シュル・ロワールは産業の町であった。その歴史は河川運送業、染色業、ガラス工芸、金属加工と結びついている。ロワール川のほとりに位置するサン・ジュストは19世紀半ばまで、ランベルト（rambertes）の出発地点であった。船は石炭やその他の物品を時にはナントまで運搬していた。
1937年、レトラ集落とブリゼのホッグバックは、『ブリゼのヴィーナス』（fr）像が発掘されて以降有名になった。

### サン・ランベール・シュル・ロワール
ガロ・ローマ時代のOcciacumと名付けられた村を起源に持つサン・ランベール・シュル・ロワールは、イル・バルブ修道院に寄進された。修道士たちが小さな修道院をつくり、その地をサンタンドレ・デゾルム（Saint-André-des-Olmes）と改名した。
1038年、聖ラグネベルト（fr）の聖遺物がサン・ランベールにもたらされると、村は最終的に聖人の名を名乗るようになり、その後重要な巡礼地となった。
平野と川を見下ろす丘の上にたてられたサン・ランベールは、2つの城壁に囲まれていたが、現在ではいつかの要素が残るのみである。

## 人口統計
| 1962年 | 1968年 | 1975年 | 1982年 | 1990年 | 1999年 | 2006年 | 2014年 |
| ------ | ------ | ------ | ------ | ------ | ------ | ------ | ------ |
| 7419   | 8156   | 9010   | 10533  | 12299  | 13192  | 14809  | 14448  |

参照元:1962年から1999年までは複数コミューンに住所登録をする者の重複分を除いたもの。それ以降は当該コミューンの人口統計によるもの。1999年までEHESS/Cassini、2006年以降INSEE。

## 史跡
- サンタンドレ教会 - 11世紀から12世紀。歴史的記念物[7]
- サン・ジャン礼拝堂 - 11世紀から12世紀。歴史的記念物[8]
- フランシーズ門 - 歴史的記念物[9]。フランス国内を行幸中であったフランソワ1世がこの場所に一晩滞在したと伝わる。
- グランジャン城 - 12世紀。グランジャン・ダムに突き出た島に建っている。歴史的記念物[10]

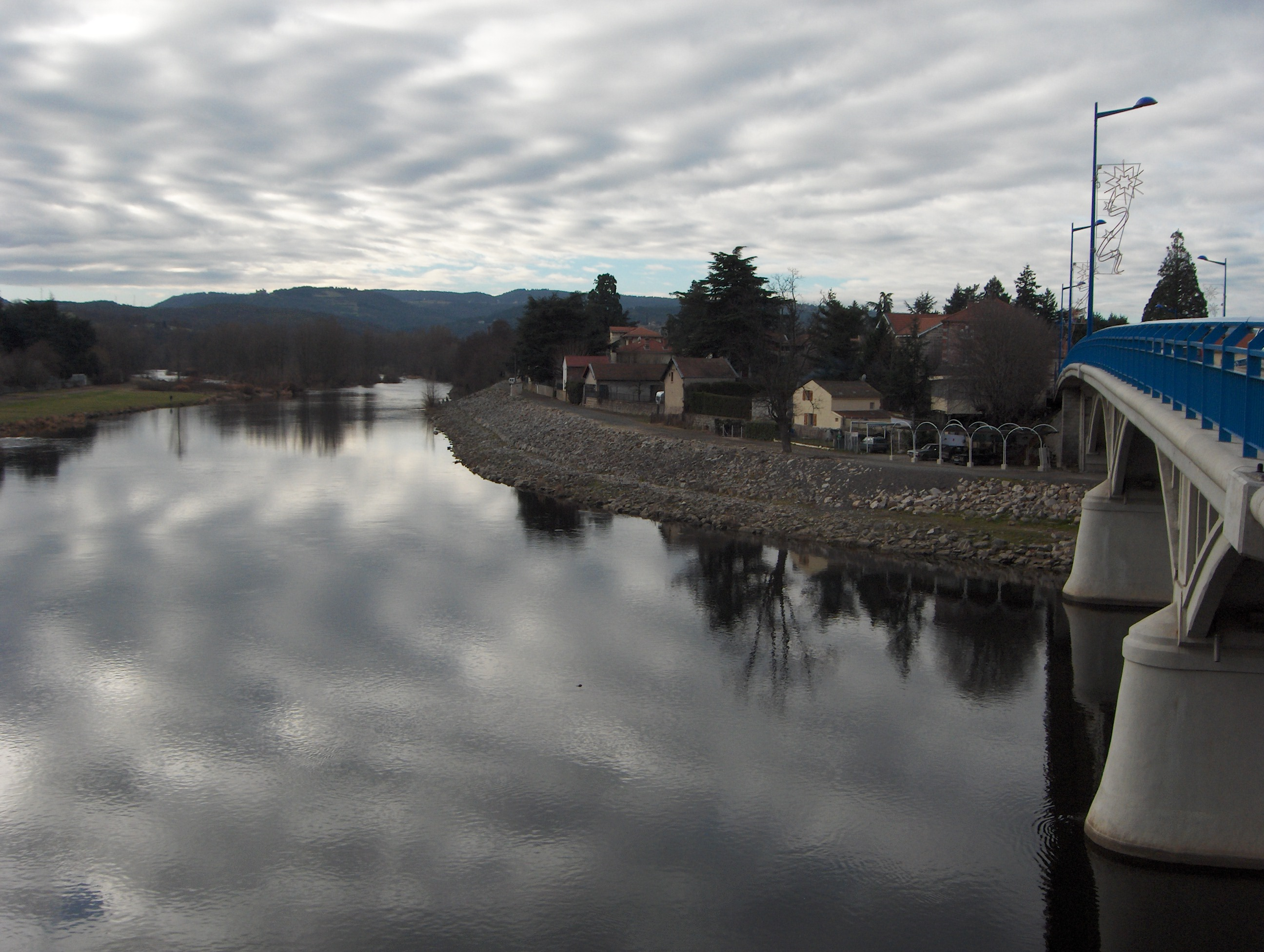
ロワール川
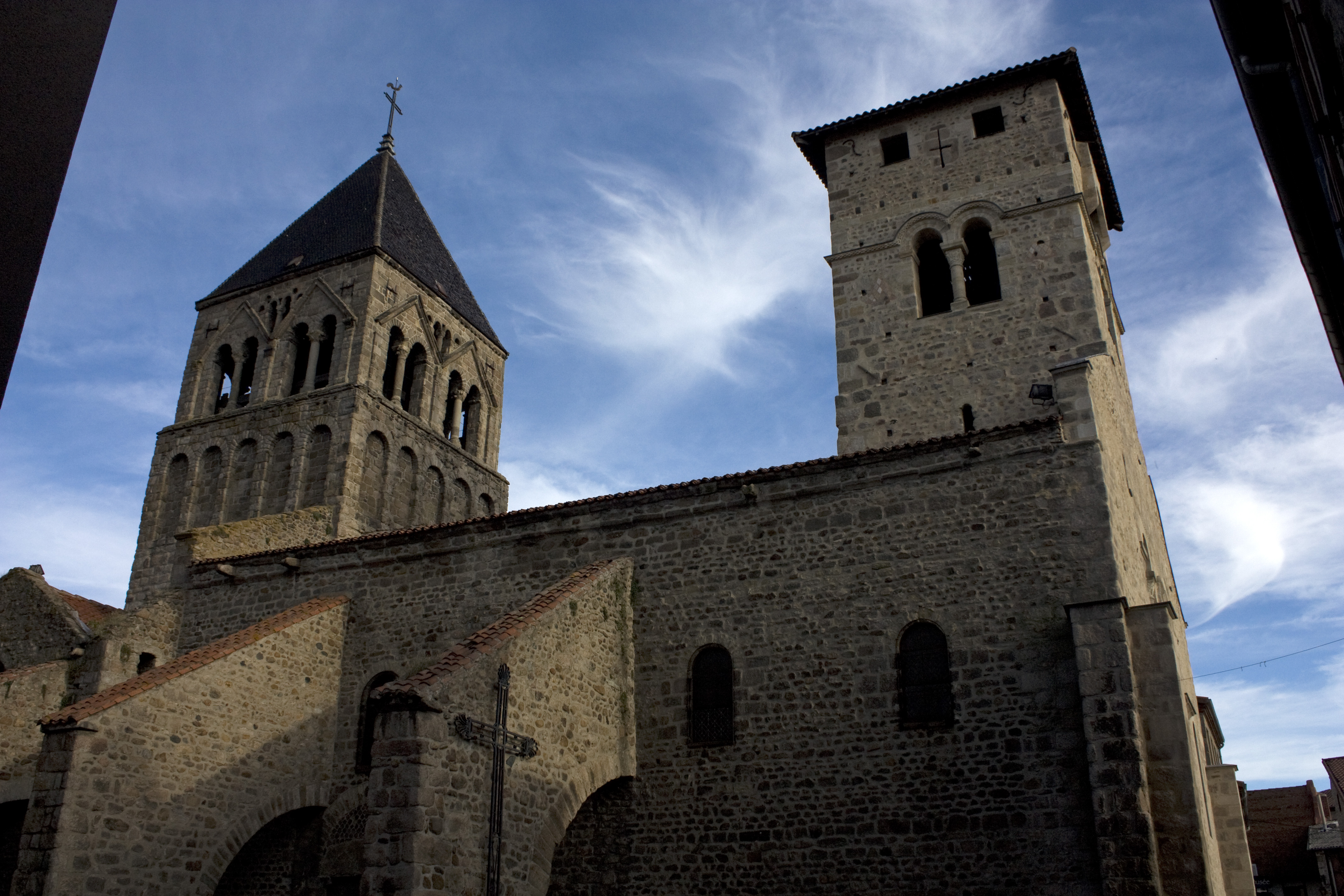
サンタンドレ教会、小修道院の鐘楼と塔
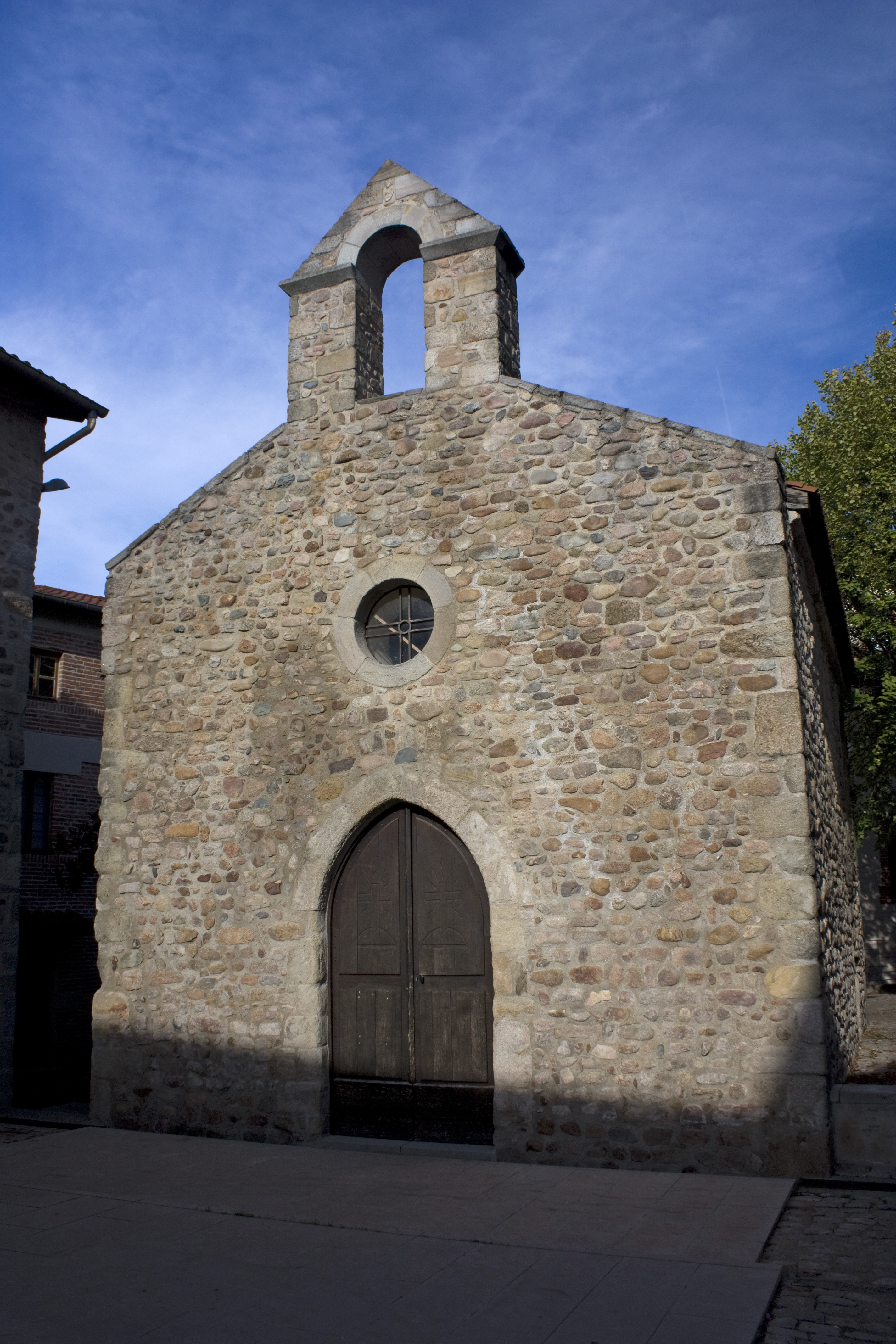
サン・ジャン礼拝堂
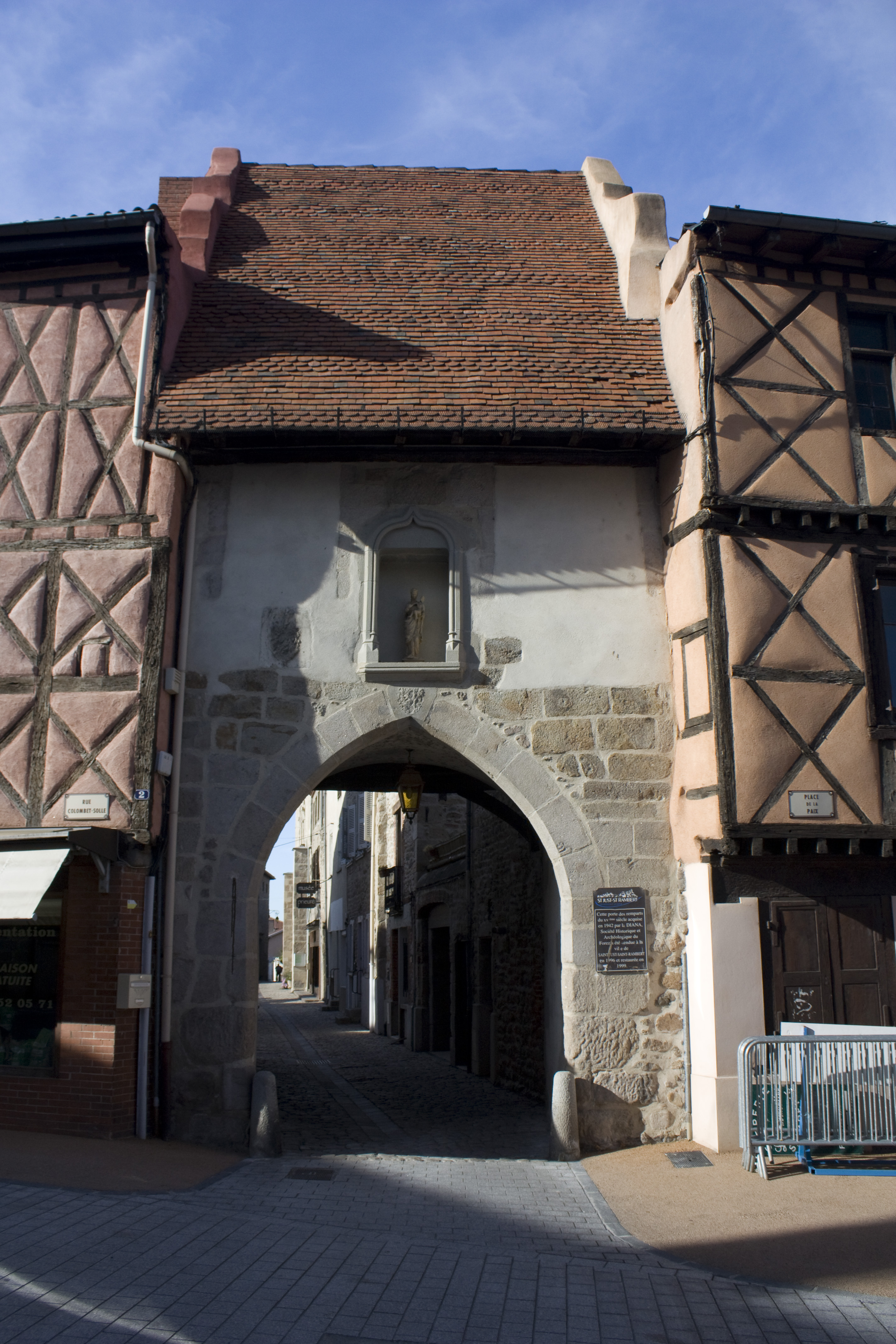
フランシーズ門
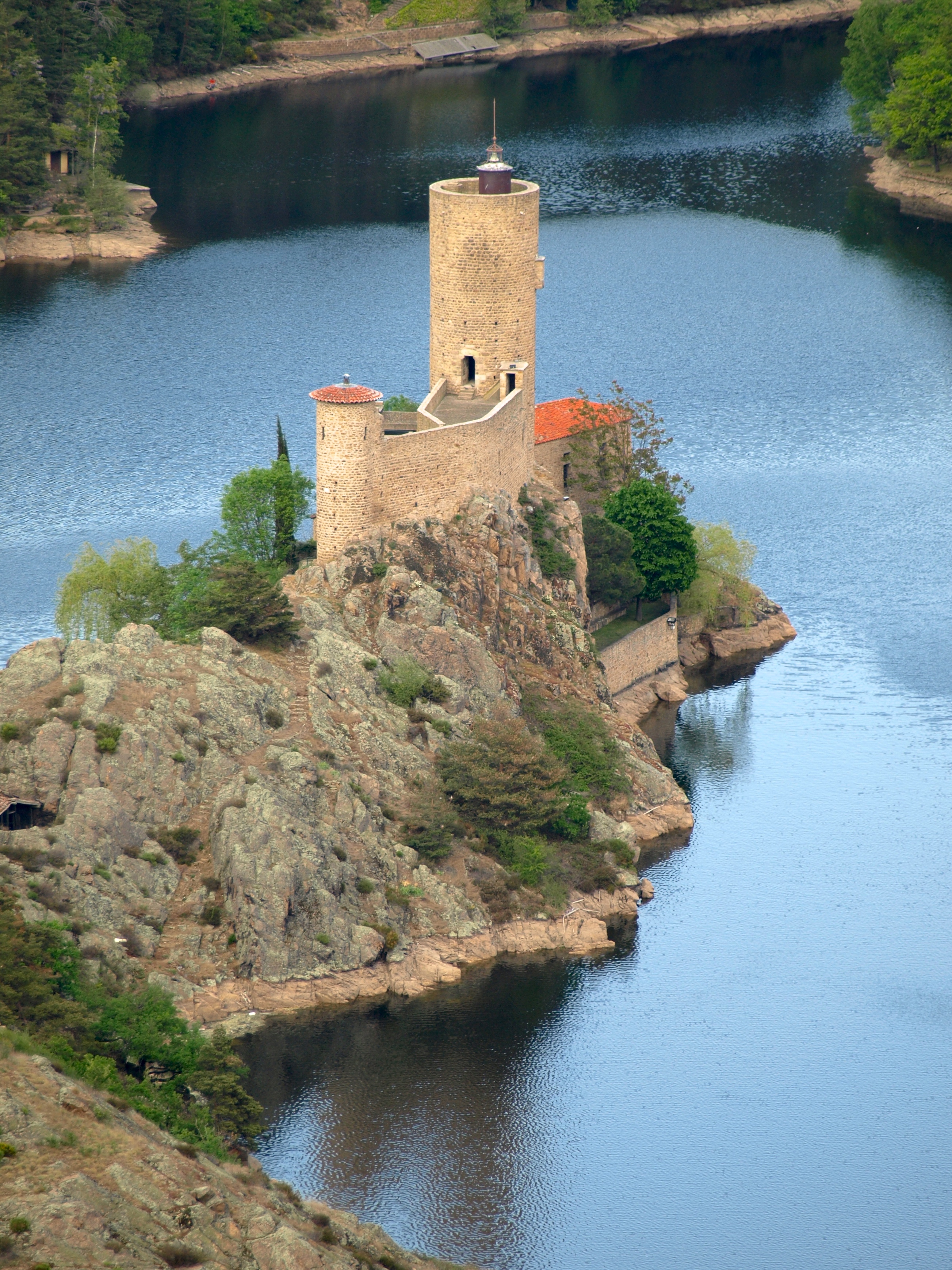
グランジャン城

## 姉妹都市
- トゥルグ・ネアムツ、ルーマニア